# Cigliè
Cigliè ist eine Gemeinde in der italienischen Provinz Cuneo (CN), Region Piemont. 

## Lage und Einwohner
Cigliè liegt 40 km östlich von der Provinzhauptstadt Cuneo in der Weinregion Langhe, am Tanaro der hier viele Flussschleifen bildet. Das Gemeindegebiet umfasst eine Fläche von 6,12 km² und hat 190 Einwohner (Stand 31. Dezember 2023). Seit 1911 hat die Gemeinde einen Bevölkerungsrückgang von fast 75 % verkraften müssen.
Die Nachbargemeinden sind Bastia Mondovì, Clavesana, Mondovì, Niella Tanaro und Rocca Cigliè.

## Geschichte

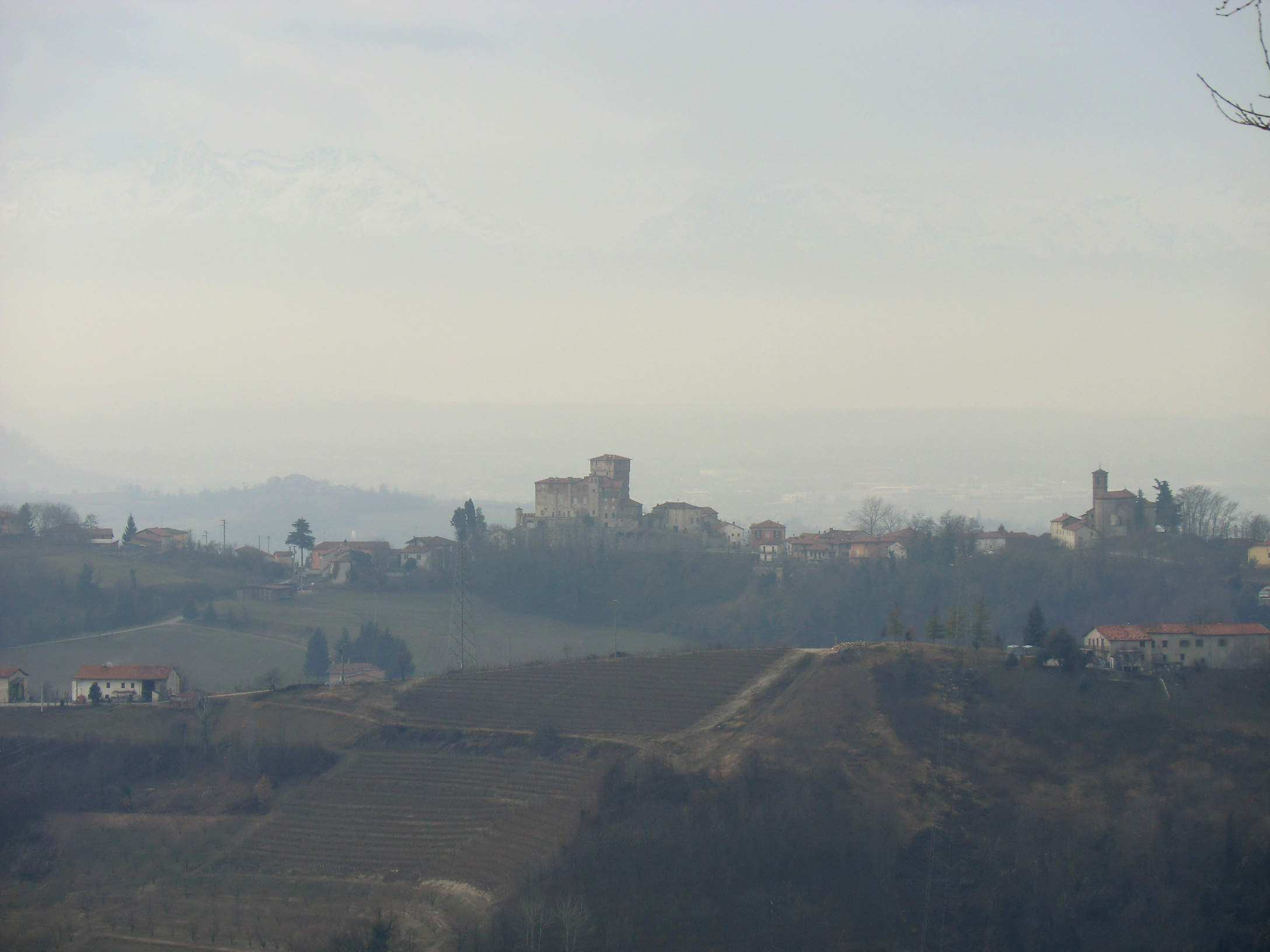
Panorama

In der Karolingerzeit gehörte es zum Komitee von Alba und ging nach der Eroberung des letzteren durch Bonifacio del Vasto und Savona an die Markgrafen von Ceva über. Anschließend unterstand es der Herrschaft des Markgrafen von Monferrato und wurde dann an Giacomo Della Torre verkauft. Nach dessen Tod ging es zunächst an Kardinal Girolamo Basso della Rovere und danach an die Grafen von Laigueglia und Somano, die es an die Familie Pensa von Mondovì abtraten.

## Sehenswürdigkeiten
- Die wuchtige Burg, die seit 1215 erwähnt wird.[3]
- Die den Heiligen Aposteln Petrus und Paulus geweihte Pfarrkirche, die 1670 erbaut und mehrmals restauriert wurde.
- Die Kapelle San Dalmazzo.
- Die Kapelle San Rocco.
- Die Bruderschaft von San Giovanni Battista mit Fresken aus dem 16. Jahrhundert.
- Die Kapelle von San Marco.
- Die Kapelle von San Giorgio.

## Kulinarische Spezialität
In Cigliè werden Reben für den Dolcetto di Dogliani, einen Rotwein mit DOC Status angebaut. Die Beeren der Rebsorten Spätburgunder und/oder Chardonnay dürfen zum Schaumwein Alta Langa verarbeitet werden.